# Васулу
11°10′43″ пн. ш. 8°09′20″ зх. д. / 11.178611° пн. ш. 8.155556° зх. д.
Васулу,  Уасулу  -  мусульманська  держава  у  Західній Африці  в   межах  сучасних  східних  районів  Гвінеї,  північних  районів   Кот-Дівуару,  південно-західних  районів Малі  наприкінці  19-го ст.

## Історія
Емірат  Васулу   був  створений  Саморі  у  верхів'ї  р.Нігер  у  1870- 1875 рр.  Головна  народність  держави -  малінке.  На  1885 р.  територія  Васулу  складала  більше  300 тис. кв.км. і  простиралась  з  півночі  від  Бамако  до  лісів   Сьєрра-Леоне  і  Ліберії  на  півдні.  На  заході  її  обмежувала  р.Бафінг  та  плато  Фута-Джаллон,  на  сході  -  сучасна  Буркіна-Фасо.  Столицею  Васулу  було  селище  Бісандугу  на  сході  сучасної  Гвінеї.  Економічну  підвалину  Уасулу  складали  мотичне  землеробство,  скотарство  і  посередницька  торгівля.
В  адміністративному  відношенні  Васулу  складалося  з  10  провінцій  та  162  округів.  Ядро  армії  складали  професійні  воїни  - софа (в перекладі - вершники).  В державі  Уасулу  було налагоджене  виробництво  вогнепальної  зброї,  частину  зброї  також  закуповували  в  англійській  колонії  Сьєрра-Леоне.  У  80-90 - х рр. 19-го ст.  Васулу  було  головним  противником  Франції  у  верхній  течії  р.Нігер. Під  тиском  французьких  військ  територія  Васулу  зміщувалась  на  схід.  Остаточно  держава  припинила  своє  існування   наприкінці  1898 р.  в  північних  районах  Кот-Дівуару  і  була  включена  до  складу  французької  колонії  Берег Слонової Кістки.